# 卡里巴水庫
卡里巴水庫是一個位於贊比亞首都東南约300公里處的水庫。它橫跨贊比亞和辛巴威兩國邊境。在卡里巴水壩竣工後，它在1958年至1963年期間完成蓄水。現時它是贊比亞的著名的旅游景點之一。
該水庫長約220公里，寬約40公里，面積約5,580平方公里，容量為185立方公里，平均水深29米，最深處為97米。水庫龐大的蓄水量（約1800億公噸）被認為引致該區的地震活動加劇，包括20次以上的黎克特制5級以上的地震。
水庫內有幾個島嶼。